# Drillia rosolina
Drillia rosolina é uma espécie de gastrópode do gênero Drillia, pertencente a família Drilliidae.